# Stade olympique de Grenoble
Le stade olympique de Grenoble était une structure provisoire construite à Grenoble en 1967 en vue de la cérémonie d'ouverture des Xe Jeux olympiques d'hiver le 6 février 1968. D'une capacité de 60 000 places, ce stade en forme de fer à cheval et dont le terre-plein rappelle la forme de la torche des Jeux de Grenoble a été démonté immédiatement après la fin des épreuves olympiques.

## Construction
Le site de construction du stade est défini sur l'emplacement de l'aéroport de Grenoble-Mermoz qui a été transféré en 1968 à Saint-Geoirs. L'endroit est à proximité immédiate du centre de presse de la rue Malherbe, du village olympique, de la gare de Grenoble-Olympique ainsi que du centre Alpexpo qui voit sa première utilisation dans la réception des visiteurs. L'ouvrage dont la construction démarre au mois d'août 1967 par la société Entrepose est constitué d'une structure de type tubulaire composée de 380 km de tubes, 400 000 boulons, 200 000 colliers de serrage. Conçu par les architectes grenoblois, Bruno Pouradier-Duteil et Georges Pillon, l'ensemble recouvrant avec ses abords les plus proches une superficie de 60 000 m2 est orienté dans l'axe de l'avenue Marcellin-Berthelot qui se voit prolongée afin d'atteindre le stade.
La distance de l'entrée de l'arène au grand escalier accédant à la vasque olympique est de 300 mètres. Dans cet axe, un mât de 30 mètres de haut et d'un poids de 2 tonnes est installé afin de porter le drapeau olympique d'une superficie de 54 m2 (6 m × 9 m). Conçu en aluminium par la SISA, il a une forme de fuseau dont le plus gros diamètre est de 1 m. Ce mât est offert au Comité d'organisation des jeux par la société Pechiney.
Les gradins du stade couvrent une superficie de 21 000 m2 et nécessitent 1 800 m3 de bois. Face à la tribune d'honneur, se trouve un rostre, fait de lames de verre horizontales et verticales réalisé par la société Saint-Gobain, qui va servir aux orateurs pour s'adresser au public.
La vasque olympique construite par la société Stefi de Valence en collaboration avec la société grenobloise Neyrpic arrive en gare de Grenoble le 17 décembre 1967. Elle est immédiatement habillée d'un habillage de tôle martelée dorée augmentant son poids et ses dimensions. Haute de 1,30 m, avec un diamètre de près de 4 m, elle pèse 550 kg et doit être hissée le 20 décembre par un hélicoptère Alouette III sur la plateforme de la tour, accessible par 96 marches de 3,50 mètres de large. Le 22 décembre, le mât central arrivé à Grenoble par convoi routier est hissé au centre du stade ; le 24 décembre quand a lieu le premier éclairage de l'escalier et du mât par la société Luxazur. Le premier essai de la flamme dans la vasque se déroule 16 janvier 1968. Une répétition générale de la cérémonie d'ouverture se déroule le 3 février.

## Cérémonie d'ouverture

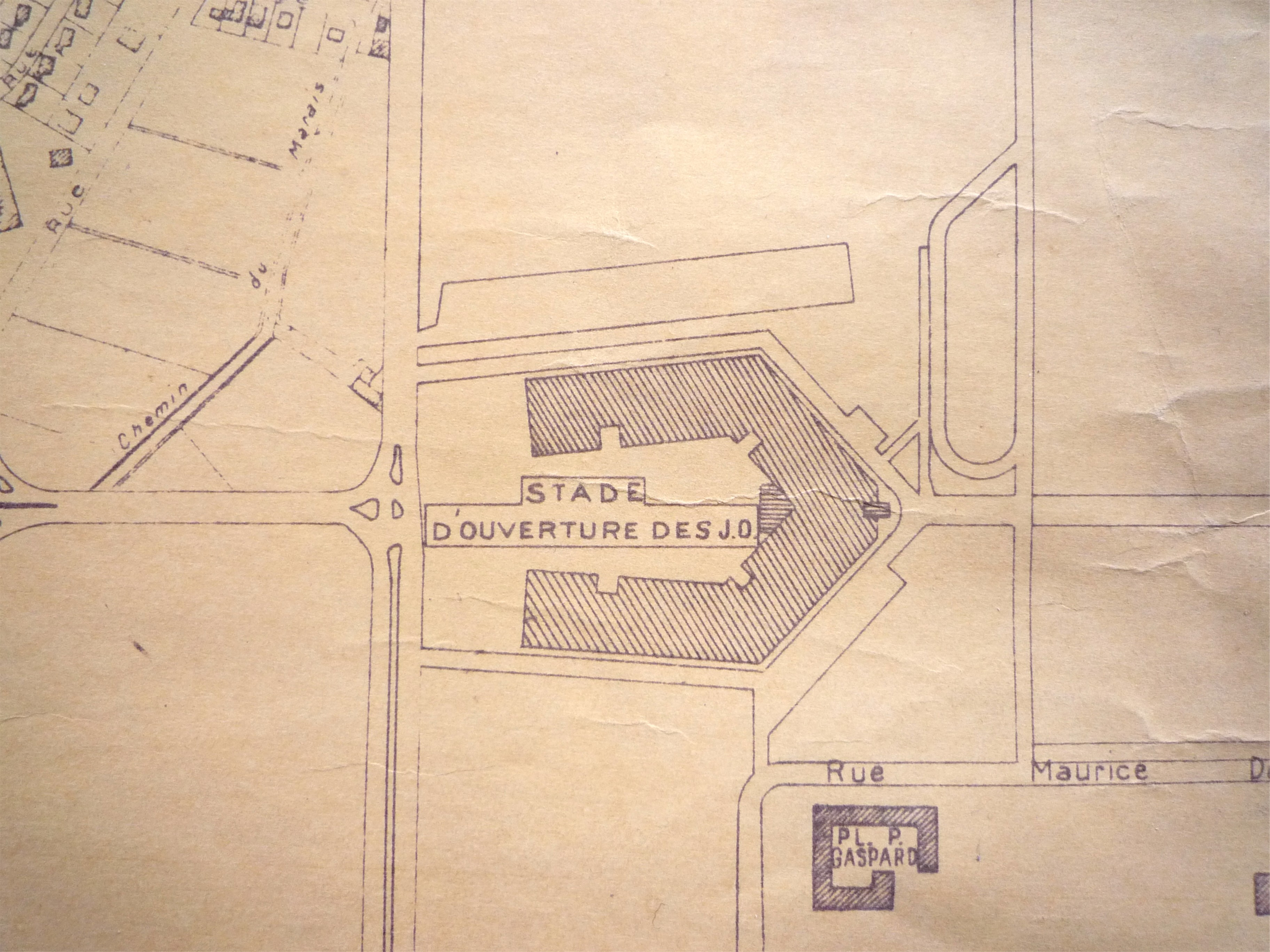
Extrait plan de Grenoble (1968).

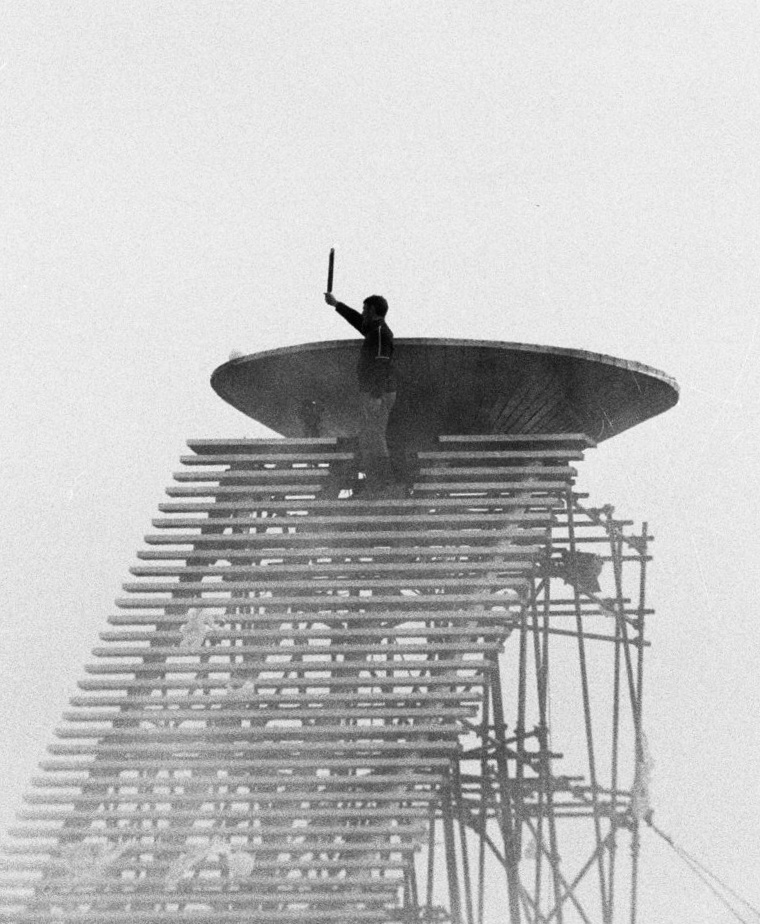
Alain Calmat, brandissant la torche, s'apprête à allumer la vasque de la flamme olympique, lors de la cérémonie d'ouverture.

L'animation de toutes les cérémonies est l'œuvre du Groupe de Paris dirigé par Alain Duchemin sur une musique de Jacques Bondon. L'architecture scénique, ainsi que l'ensemble des éléments décoratifs sont l'œuvre du cinéaste Jacques Valentin, assisté de l'architecte Denis Soulié.
Le mardi 6 février 1968, après le défilé des 1 500 athlètes sous un pâle soleil, dont le porte-drapeau de la délégation française, Gilbert Poirot, ce sont les discours d'Albert Michallon, président du Comité d'organisation, et d'Avery Brundage, président du CIO, qui laissent place au général de Gaulle annonçant à 15 h 39 d'une voix forte et assurée « Je proclame l'ouverture des Xe Jeux olympiques d'hiver de Grenoble ». Huit chasseurs alpins amènent alors l'immense drapeau olympique et le hissent sur le mât au son de l'hymne olympique. Puis des drapeaux olympiques sont hissés tout autour du stade à côté des oriflammes de chaque pays et le maire d'Innsbruck remet le drapeau olympique à Avery Brundage qui le remet à Hubert Dubedout, maire de Grenoble.
Après un interlude musical, trois hélicoptères larguent sur les tribunes 500 drapeaux olympiques suspendus à des parachutes ainsi que trois mille roses en papier. Puis, arrivant par l'avenue Marcellin-Berthelot bordée pour l'occasion de chaque côté par six cents sapins de douze mètres de haut, la flamme olympique portée par Daniel Robin est transmise à l'entrée du stade au patineur Alain Calmat qui traverse le stade pour aller gravir l'abrupt escalier monumental de 96 marches recouvertes d'aluminium, afin d'embraser la vasque olympique. Cependant, aucun risque ne peut être pris pour la montée finale et c'est avec un bâton de résine que la flamme est transmise à Alain Calmat. Des battements de cœur sont sonorisés durant l'ascension des escaliers devant une foule ébahie. Il est 16 h 10 lorsque Alain Calmat se retourne pour saluer le stade et qu'il allume la vasque olympique.
La cérémonie se termine par le serment des athlètes prononcé par Léo Lacroix et tandis que les flammes partent vers les différents lieux des épreuves, cinq Fouga Magister de la patrouille de France tracent les couleurs olympiques dans le ciel de la ville selon une trajectoire nord-sud.
Chaque site olympique reçoit une flamme olympique, y compris celui de Grenoble, dans le parc Paul-Mistral, mais bien qu'aucune épreuve sportive ne doive se dérouler dans ce stade d'ouverture, quatre citernes de 1,75 tonne contenant 40 tonnes de propane sont installées derrière la tour, afin d'assurer l'alimentation en gaz pour permettre à la vasque olympique de briller sur la ville durant toute la durée des jeux. C'est le stade de glace qui accueille la cérémonie de clôture des jeux le 18 février en présence du Premier ministre Georges Pompidou.
Cérémonies et épreuves olympiques sont retransmises pour la première fois en couleur par l'ORTF (111 heures au total dont 50 en couleur) pour la zone Europe et le Canada, par ABC pour tout le continent américain grâce à deux satellites couleur dont Early Bird. C'est la chaîne NHK qui retransmet les épreuves pour le Japon. Les commentateurs français de cette cérémonie sont Léon Zitrone, Jacques Perrot et Robert Chapatte. La cérémonie est également retransmise en direct dans vingt salles de cinéma en France dont trois à Grenoble.
En 1969, le film américain La Descente infernale avec Robert Redford et Gene Hackman montre quelques scènes tournées lors de cette cérémonie d'ouverture.

## Démolition

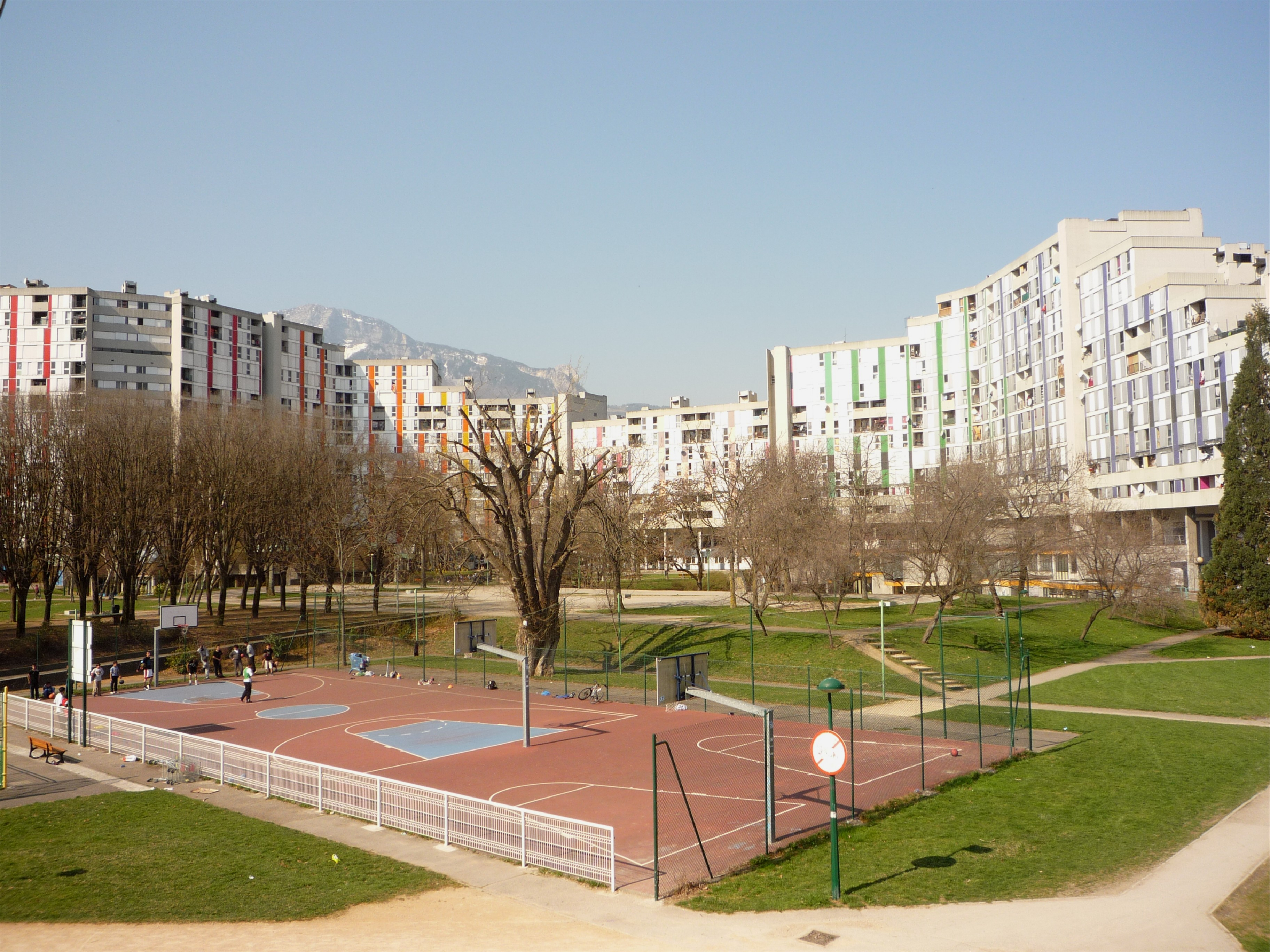
Site actuel du stade olympique.

Le 8 mars 1968, la vasque est descendue de sa tour par un hélicoptère et transférée au parc de l'institut national des sports de Vincennes, près de Paris, puis le démontage du stade (structure tubulaire composée de pas moins de 380 km de tubes, 400 000 boulons et 1 800 m3 de bois commence. Ce n'est que 20 ans plus tard, et grâce à Alain Carignon alors maire de Grenoble, que la vasque sera rapatriée à Grenoble le 3 octobre 1987 afin d'être rénovée et installée définitivement aux abords du parc Paul-Mistral lors d'une cérémonie le 19 janvier 1988. Quant au mat olympique, il a été déplacé à peu de distance, sur le carrefour giratoire d'Alpexpo où il est encore visible de nos jours.
En 1970, sur le site de ce stade démarre le chantier d'un ensemble immobilier à l'architecture spécifique appelé « galerie de l'Arlequin », qui accueillera ses premiers habitants en avril 1972, formant ainsi le premier quartier de la Villeneuve de Grenoble.